# Stronger Than Steel
Stronger Than Steel è un cortometraggio muto del 1916 diretto e sceneggiato da Allen Holubar che appare anche tra gli interpreti del film, insieme all'attrice australiana Louise Lovely. È il debutto sullo schermo per Charles Byer che, all'epoca, aveva 23 anni e la cui carriera cinematografica, che conta 31 film, finirà nel 1929.

## Produzione
Il film fu prodotto dall'Universal Film Manufacturing Company di Carl Laemmle.

## Distribuzione
Distribuito dalla Universal Film Manufacturing Company, il film - un cortometraggio in due bobine - uscì nelle sale cinematografiche statunitensi il 26 dicembre 1916.